# 스마트폰 좀비

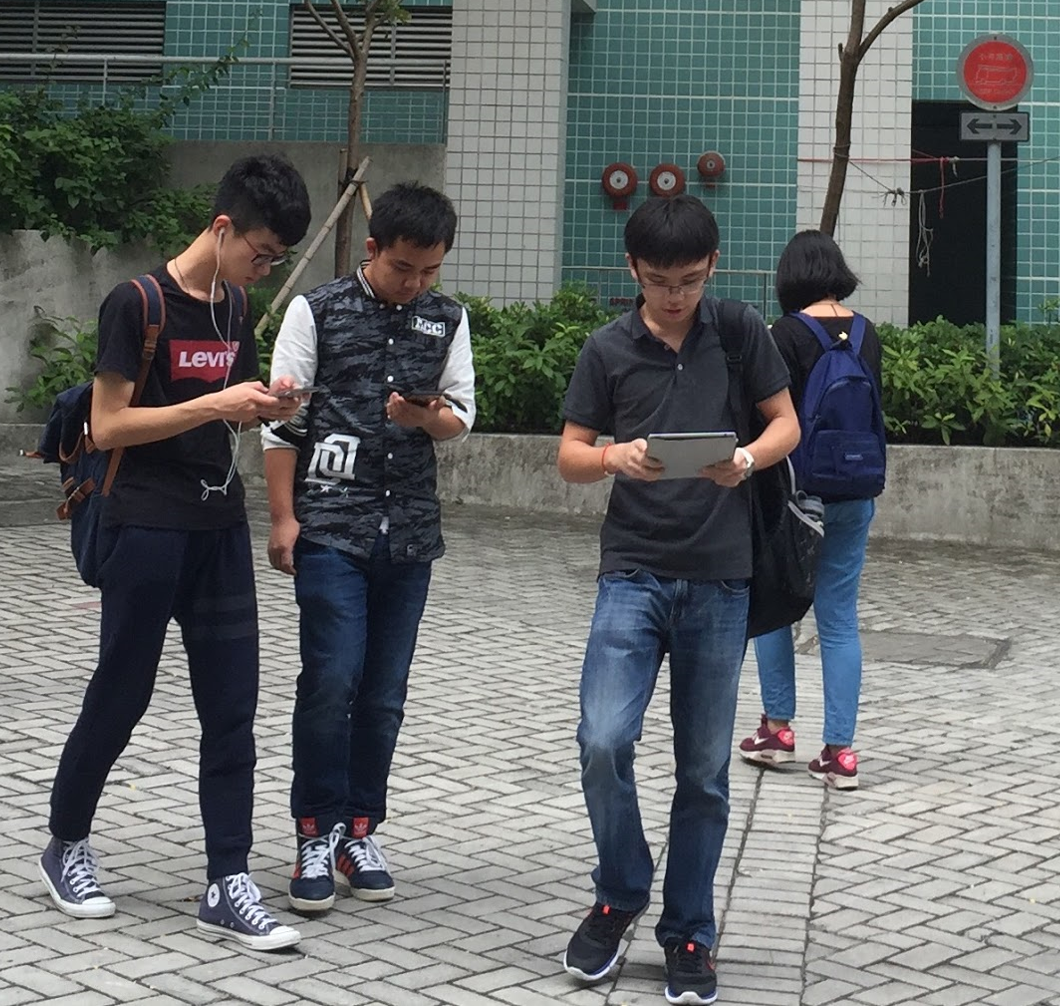
홍콩 성시 대학에서 찍은 "스몸비"

스마트폰 좀비(Smartphone Zombie, 약칭: 스몸비)는 주변을 살피지 않고 길을 걷는 사람들을 이르는 말이다. 주로 스마트폰만 쳐다보며 주위에 집중하지 않고 느리게 걷는 보행자이다. 산만한 보행자는 사고를 유발하기 때문에 이들은 주요한 안전에 대한 위협으로 보고되고 있다.
충칭이나 안트베르펜과 같은 도시는 2014년과 2015년에 스마트폰을 이용하는 보행자에게 방향을 지시하고 이들을 관리하기 위해 특수한 보도를 도입하였다. 2014년 대한민국 국내에서 스마트폰에 의해 다수의 사고가 일어나자 서울에서는 경고 기호가 위험한 교차로의 포장 도로 위에 그려졌다.
문자를 보내는 보행자는 보도의 연석을 넘다 넘어질 수 있으며, 차 앞까지 걸어가거나 다른 보행자와 부딪힐 수 있다. 스마트폰 사용자의 시야는 스마트폰을 사용하지 않은 보행자의 시야의 5% 정도인 것으로 측정된다.

## 같이 보기
- 무단횡단